# Herz und Mund und Tat und Leben
Herz und Mund und Tat und Leben (BWV 147) – kantata Johanna Sebastiana Bacha przeznaczona na Święto Nawiedzenia Najświętszej Marii Panny. Wykonana po raz pierwszy 2 lipca 1723. Pierwotna wersja (BWV 147a), która pochodzi z weimarskiego okresu muzyka (1716), została w Lipsku radykalnie przerobiona i rozbudowana. Większą część tekstu napisał Salomon Franck.
Kantata składa się z 10 części, które w czasie nabożeństwa dzieliło się na dwie części (do wykonania odpowiednio przed kazaniem i po nim).

## Struktura
| Numer          | Tytuł                                       | Autor tekstu        | Forma          | Wokal          | Instrumenty dęte | Instrumenty smyczkowe         | Tonacja        | Metrum         |
| Część pierwsza | Część pierwsza                              | Część pierwsza      | Część pierwsza | Część pierwsza | Część pierwsza   | Część pierwsza                | Część pierwsza | Część pierwsza |
| -------------- | ------------------------------------------- | ------------------- | -------------- | -------------- | ---------------- | ----------------------------- | -------------- | -------------- |
| 1              | Herz und Mund und Tat und Leben             | Franck              | Chór           | SATB           | Trąbka, 2 oboje  | 2 skrzypiec, viola da braccio | G-dur          | 4/4            |
| 2              | Gebenedeiter Mund!                          | Anonim              | Recytatyw      | T              |                  | 2 skrzypiec, viola da braccio |                | 4/4            |
| 3              | Schäme dich, o Seele nicht                  | Franck              | Aria           | A              | oboe d'amore     |                               | a-moll         | 3/4            |
| 4              | Verstockung kann Gewaltige verblenden       | Anonim              | Recytatyw      | B              |                  |                               |                | 4/4            |
| 5              | Bereite dir, Jesu, noch itzo die Bahn       | Franck              | Aria           | S              |                  | Skrzypce solo                 | d-moll         | 4/4            |
| 6              | Wohl mir, daß ich Jesum habe                | Martin Janus (Jahn) | Chorał         | SATB           | Trąbka, 2 oboje  | 2 skrzypiec, viola da braccio | g-moll         | 9/8            |
| Część druga    |                                             |                     |                |                |                  |                               |                |                |
| 7              | Hilf, Jesu, hilf, daß ich auch dich bekenne | Franck              | Aria           | T              |                  |                               | F-dur          | 3/4            |
| 8              | Der höchsten Allmacht Wunderhand            | Anonim              | Recytatyw      | A              | 2 oboje          |                               | C-dur          | 4/4            |
| 9              | Ich will von Jesu Wundern singen            | Anonim              | Aria           | B              | Trąbka, 2 oboje  | 2 skrzypiec, viola da braccio | C-dur          | 4/4            |
| 10             | Jesus bleibet meine Freude                  | Martin Janus (Jahn) | Chorał         | SATB           | Trąbka, 2 oboje  | 2 skrzypiec, viola da braccio | G-dur          | 9/8            |

Obsada
Obsada kantaty:
- trąbka
- 2 oboje: oboe d'amore i oboe da caccia
- dwoje skrzypiec
- viola da braccio
- basso continuo
- soliści (sopran, alt, tenor, bas)
- chór czterogłosowy